# Tennis alla XXVI Universiade
Gli incontri di tennis alla XXVI Universiade sono stati disputati dal 14 al 21 agosto 2011 al Longgang Tennis Center e allo Shenzhen Tennis Center di Shenzhen.

## Podi

### Uomini
| Evento             | Oro                                                  | Argento                                   | Bronzo                                                      |
| Singolare maschile | Lim Yong-Kyu                                         | Tejmuraz Gabašvili                        | Sjarhej Betaŭ                                               |
| Singolare maschile | Lim Yong-Kyu                                         | Tejmuraz Gabašvili                        | Aljaksandr Bury                                             |
| Doppio maschile    | Taipei Cinese Hsieh Cheng-Peng Lee Hsin-han          | Bielorussia Sjarhej Betaŭ Aljaksandr Bury | Corea del Sud Lim Yong-Kyu Seol Jae-Min                     |
| Doppio maschile    | Taipei Cinese Hsieh Cheng-Peng Lee Hsin-han          | Bielorussia Sjarhej Betaŭ Aljaksandr Bury | Spagna David Estruch Pablo Manuel Montoro Giménez           |
| Squadre maschile   | Corea del Sud Lim Yong-Kyu Oh Dae-Soung Seol Jae-Min | Bielorussia Sjarhej Betaŭ Aljaksandr Bury | Taipei Cinese Hsieh Cheng-Peng Huang Liang-Chi Lee Hsin-han |

### Donne
| Evento              | Oro                                                                    | Argento                                                           | Bronzo                                |
| Singolare femminile | Nudnida Luangnam                                                       | Nungnadda Wannasuk                                                | Ksenija Lykina                        |
| Singolare femminile | Nudnida Luangnam                                                       | Nungnadda Wannasuk                                                | Yoo Mi                                |
| Doppio femminile    | Giappone Shūko Aoyama Kotomi Takahata                                  | Cina Guo Li Li Ting                                               | Messico Valeria Pulido Nazari Urbina  |
| Doppio femminile    | Giappone Shūko Aoyama Kotomi Takahata                                  | Cina Guo Li Li Ting                                               | Russia Ksenija Lykina Marta Sirotkina |
| Squadre femminile   | Thailandia Nudnida Luangnam Nungnadda Wannasuk Varatchaya Wongteanchai | Giappone Shūko Aoyama Sachie Ishizu Hiroko Kuwata Kotomi Takahata | Russia Ksenija Lykina Marta Sirotkina |

### Misti
| Evento       | Oro                                      | Argento                                         | Bronzo                                                  |
| Doppio misto | Taipei Cinese Chan Chin-Wei Lee Hsin-han | Bielorussia Aljaksandr Bury Svjatlana Piroženko | Giappone Shūko Aoyama Takuto Niki                       |
| Doppio misto | Taipei Cinese Chan Chin-Wei Lee Hsin-han | Bielorussia Aljaksandr Bury Svjatlana Piroženko | Thailandia Weerapat Doakmaiklee Varatchaya Wongteanchai |

## Medagliere
| Posizione | Paese         |   |   |    | Totale |
| --------- | ------------- | - | - | -- | ------ |
| 1         | Thailandia    | 2 | 1 | 1  | 4      |
| 2         | Corea del Sud | 2 | 0 | 2  | 4      |
| 3         | Taipei Cinese | 2 | 0 | 1  | 3      |
| 4         | Giappone      | 1 | 1 | 1  | 3      |
| 5         | Bielorussia   | 0 | 3 | 2  | 5      |
| 6         | Russia        | 0 | 1 | 3  | 4      |
| 7         | Cina          | 0 | 1 | 0  | 4      |
| 8         | Messico       | 0 | 0 | 1  | 1      |
| 8         | Spagna        | 0 | 0 | 1  | 1      |
| Totale    | Totale        | 7 | 7 | 12 | 26     |